# تود بلانتشفيلد
تود بلانتشفيلد (بالإنجليزية: Todd Blanchfield) مواليد 11 يوليو 1991، هو لاعب كرة سلة أسترالي بدأ مسيرته الاحترافية في سنة 2009 يلعب في الدوري النيوزيلندي لكرة السلة ويحمل الرقم 10.

## روابط خارجية
- تود بلانتشفيلد على موقع الاتحاد الدولي لكرة السلة (الإنجليزية)
- تود بلانتشفيلد على موقع كرة السلة الأوروبية.كوم (الإنجليزية)
- تود بلانتشفيلد على موقع ريلجم (الإنجليزية)
- تود بلانتشفيلد على موقع بروبوليرز (الإنجليزية)
- تود بلانتشفيلد على موقع سبورتس رفرنس (الإنجليزية)